# Ron Garney
 (juillet 2017).
Ron Garney est un écrivain et dessinateur connu pour son travail sur des œuvres comme JLA, The Amazing Spider-Man, Silver Surfer, Hulk, Daredevil et Captain America.

## Carrière
Garney a travaillé sur JLA, The Amazing Spider-Man, Daredevil, Ghost Rider (volume 3), Wolverine, Captain America, X-Men, Silver Surfer et Hulk. Il a également écrit Hulk en collaboration avec Jerry Ordway.
Skaar: Son of Hulk et Wolverine: Weapon X font partie de ses projets de la fin des années 2000. Graney a aussi travaillé sur les films Je suis une légende et L'Apprenti sorcier en tant que illustrateur de costume.

## Référence
1. ↑  « Ron Garney's Skaar - Inside the Son of Hulk's Art », Newsarama,‎ 13 octobre 16 (lire en ligne, consulté le 13 octobre 2016)